# IEEE 802.9
IEEE 802.9 워킹 그룹은 IEEE 802 네트워크 위원회 소속으로, 카테고리 3 트위스티드페어(TP) 네트워크 케이블 설치에 대한 통합 음성과 데이터 접근을 위한 표준을 개발한다. 주요한 표준은 이소이더넷(isoEthernet)으로 알려져 있다.